# Euphorbia restricta
Euphorbia restricta es una especie de fanerógama perteneciente a la familia de las euforbiáceas. Es nativa de Sudáfrica en Limpopo.

## Descripción
Se trata de una rara planta suculenta con tallo angular y espinoso con las inflorescencias en ciatios. Tiene un tamaño de  0.1 - 0.35 m de altura.

## Taxonomía
Euphorbia restricta fue descrita por R.A.Dyer y publicado en Bothalia 6: 224. 1951.
Etimología
Euphorbia: nombre genérico que deriva del médico griego del rey Juba II de Mauritania (52 a 50 a. C. - 23), Euphorbus, en su honor – o en alusión a su gran vientre –  ya que usaba médicamente Euphorbia resinifera. En 1753 Carlos Linneo asignó el nombre a todo el género.
restricta: epíteto latino